# Санси, Никола де Арле де
Никола де Арле, сьёр де Санси (фр. Nicolas de Harlay, sieur de Sancy; 1546—1629, Моль) — французский политик и дипломат во время правления Генриха IV. Известен тем, что по его имени был назван знаменитый бриллиант Санси.

## Биография
Сын Робера де Арле де Санси, который был советником Парижского парламента, и Жаклин II де Моренвилье, дамы де Моль. Семейство принадлежало к протестантской церкви, поэтому в 1572 году, после Варфоломеевской ночи, Никола де Арле был вынужден перейти в католицизм. Среди его предков — видные политические деятели XV века Жак Кёр и XIV века Этьен Марсель.
Будучи на службе короля Генриха III в 1589 году собрал армию швейцарских наемников, продемонстрировав свои дипломатические умения: Никола де Арле провел кампанию в Савойе, совершенно не потратив на неё денег. С 1594 и по 1599 год он служил смотрителем зданий. С 1596 по 1605 год он в звании генерал-полковника командовал швейцарскими наёмниками. Благодаря своим военным подвигам он стал известным при королевском дворе, и его придворная карьера началась во время правления первых Бурбонов. Будучи очень богатым, де Арле стал с 1594 года членом Совета финансов при Генрихе IV и суперинтендантом финансов.
В 1596 году был назначен послом в Лондон. Вместе с Гийомом дю Вэр и маршалом Буйоном обсуждал создание союза против Испании, которая осаждала Кале. Де Арле также встретился с королевой Елизаветой I.
В 1597 году он вступил в брак с Мари Моро , дочерью казначея короля Генриха II Рауля Моро. У них было 9 детей, двое из которых умерли в раннем возрасте.
В 1605 году в результате придворных интриг ушел в отставку.
В 1612 году, будучи уже в весьма солидном возрасте, отправился в экспедицию в Бразилию с целью основания французской колонии Экваториальной Франции и города Сан-Луис-де-Мараньян. Экспедиция в Америку была направлена по указанию Карла Де Во и Даниэля де ла Туш, сьёра де Равардье, при финансовой поддержке семейства Разийи. Впрочем, экспедиция не была успешной, и в 1615 году португальцы вытеснили французов из Бразилии.
Дата смерти Никола де Арле неопределенная. По одним сведениям он умер 27 марта 1629 года, по другим — 13 октября 1629 года в Моле. Похоронен вместе с женой в церкви Сен-Никола-де-Шан в Париже.

## Бриллиант Санси
Никола де Арле де Санси владел двумя крупными бриллиантами, названными его именем. Один из них, бриллиант Санси весом 55,23 карата (11,046 граммов), по разным версиям, куплен либо при османском дворе в Стамбуле, либо у претендента на португальский престол дома Антонио. Николя де Арле несколько раз пытался перепродать это воистину королевское украшение различным царствующим особам. В частности, этот бриллиант пытался купить герцог мантуанский Винченцо I Гонзага. В 1589 году де Санси одолжил бриллиант королю Франции Генриху III, который набирал солдат на деньги, полученные под его залог; позже для этой же цели бриллиант использовал Генрих IV. В конце концов, бриллиант Санси был в 1604 году продан королю Англии Якову I за 60 тысяч экю. Впоследствии его купил у королевы Англии Генриетты Французской кардинал Мазарини и подарил своему крестнику, Людовику XIV. Алмаз украшал корону Людовика XV, его носила Мария-Антуанетта. Поменяв нескольких владельцев, среди которых был и Павел Демидов, и семейство американских миллионеров Асторов, в настоящее время бриллиант Санси находится в коллекциях Лувра (в галерее Аполлона).
Бриллиант Санси и его пребывание в России обыгрывается Анатолием Рыбаковым в повести «Бронзовая птица».